# Alpe Cermis
Alpe Cermis – szczyt w Alpach Fleimstalskich, w Alpach Wschodnich. Leży w regionie Trydent-Górna Adyga, w północnych Włoszech. Na stokach znajduje się słynna trasa zjazdowa dla narciarzy alpejskich, na której także rywalizują biegacze narciarscy podczas zawodów cyklu Tour de Ski. Alpe Cermis należy do narciarskiego rejonu Val di Fiemme objętego karnetem Dolomiti Superski.